# Marselisborg Dyrehave
Marselisborg Dyrehave er en dyrehave, der dækker 22 ha. i den nordlige del af Marselisborg Skov. Træerne står mere spredt og terrænet er meget bakket i forhold til den omgivende skov.
Marselisborg Dyrehave er ikke en traditionel dyrepark i den oprindelige forstand, da den aldrig har været anlagt til jagt på hjortevildt. Ved etableringen i 1932 blev den oprettet som en lille safaripark, hvor den havde nogle få almindelige dyr og ingen eksotiske dyr. Oprindeligt blev sikahjorte introduceret til at græsse i det åbne græsområde, og siden er der også blevet udsat dådyr og vildsvin. Selve parken er også blev udvidet i flere omgange siden den blev anlagt. Den ejes og drives af Aarhus Kommune.

## Galleri
- Udsigtspunkt kendt som Udsigten
- Efterår i Dyrehaven
- Landskabet
- Sikahind med kalve
- Dåhjort
- Sikahjort